# Pops de Lloret

El Pops era un club de beisbol català de la vila de Lloret de Mar. La Llar d'infants Municipal de Lloret ha estat anomenada «Els Pops» en honor d'aquest club.
La causa principal de la fundació del club va ser que al segle XX a Lloret vivien molts indians que coneixien bé l'esport del beisbol. El club va ser fundat l'any 1951 pels estiuejants Nasi Brugueras i Alex Colomer de Barcelona, i el seu financer i president fou Roque Romero, agent de borsa nascut a Mendavia (Navarra). Roque Romero va ser president del Pops fins que va desaparèixer i per un temps va presidir la Federació Catalana de Beisbol.
El club fou molt actiu durant l'època daurada del beisbol a Espanya, entre els anys cinquanta i seixanta, i va comptar amb jugadors de Cuba i Veneçuela. Els jugadors duien un uniforme gris clar i barrets negres. El Pops no va sobreviure l'inici de la dècada dels setanta a causa de la massificació de l'interès en el futbol i el seu camp es va transformar en el camp del Club de Futbol Lloret. Va ser campió de Catalunya l'any 1955.